# Po Kong Village Road Park
Le Po Kong Village Road Park (en chinois : 蒲崗村道公園) est un stade omnisports hongkongais (servant principalement pour le football) situé à Diamond Hill, quartier de Kowloon à Hong Kong.
Le stade, doté de 1 000 places et inauguré en 2010, sert d'enceinte à domicile à l'équipe de football du Citizen Athletic Association.

## Histoire
Le stade est situé dans un parc de 9 hectares contenant plusieurs terrains de football et de rugby à XV, un skatepark, un amphithéâtre, une piste cyclable, et des jeux pour enfants,.
Le parc est ouvert 24/24h.

## Transports
Le stade se situe à environ 15 minutes à pied de la station de métro Diamond Hill sur la Kwun Tong Line et la Tuen Ma Line.

## Galerie

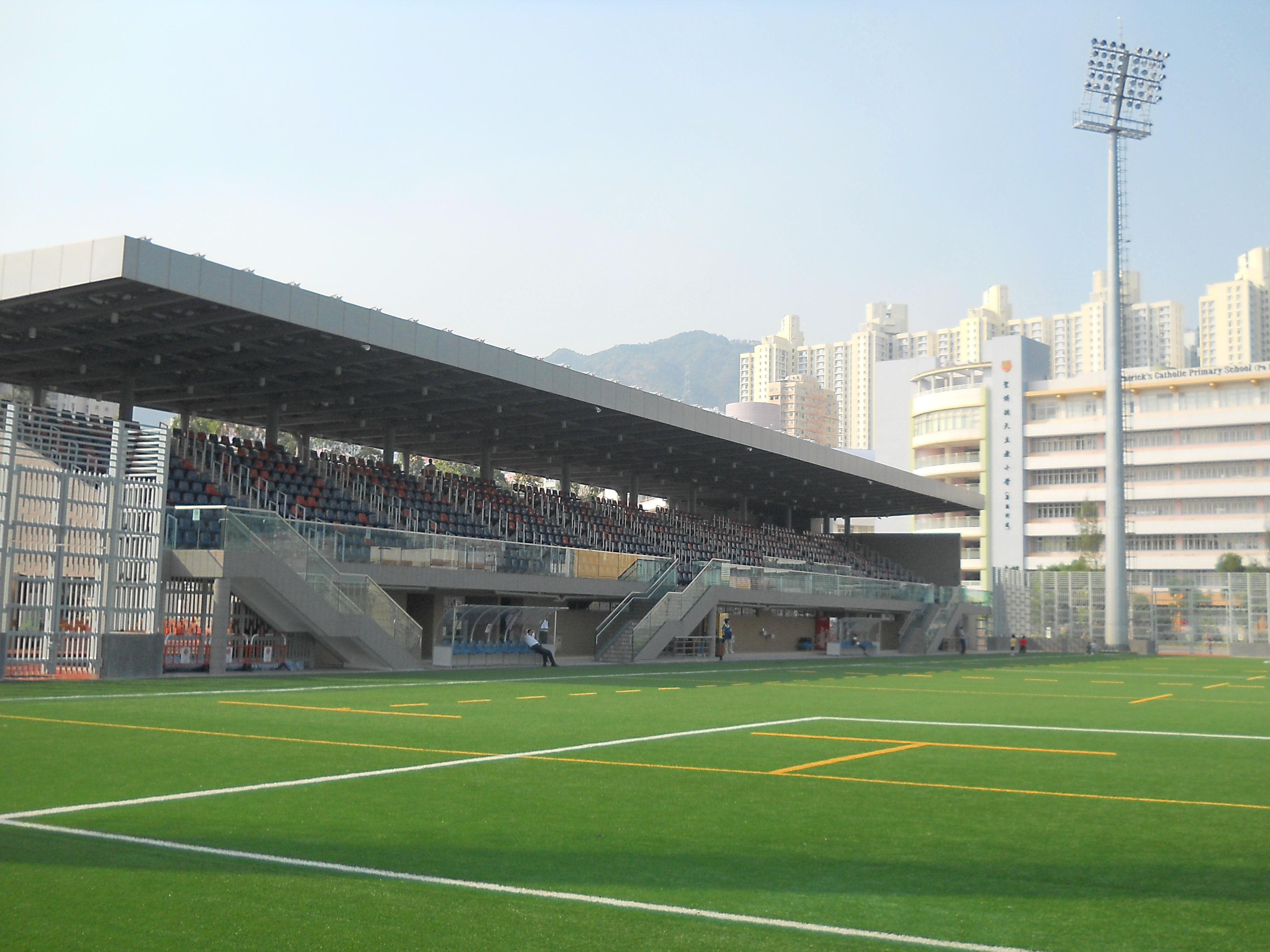
Terrain de football n°1
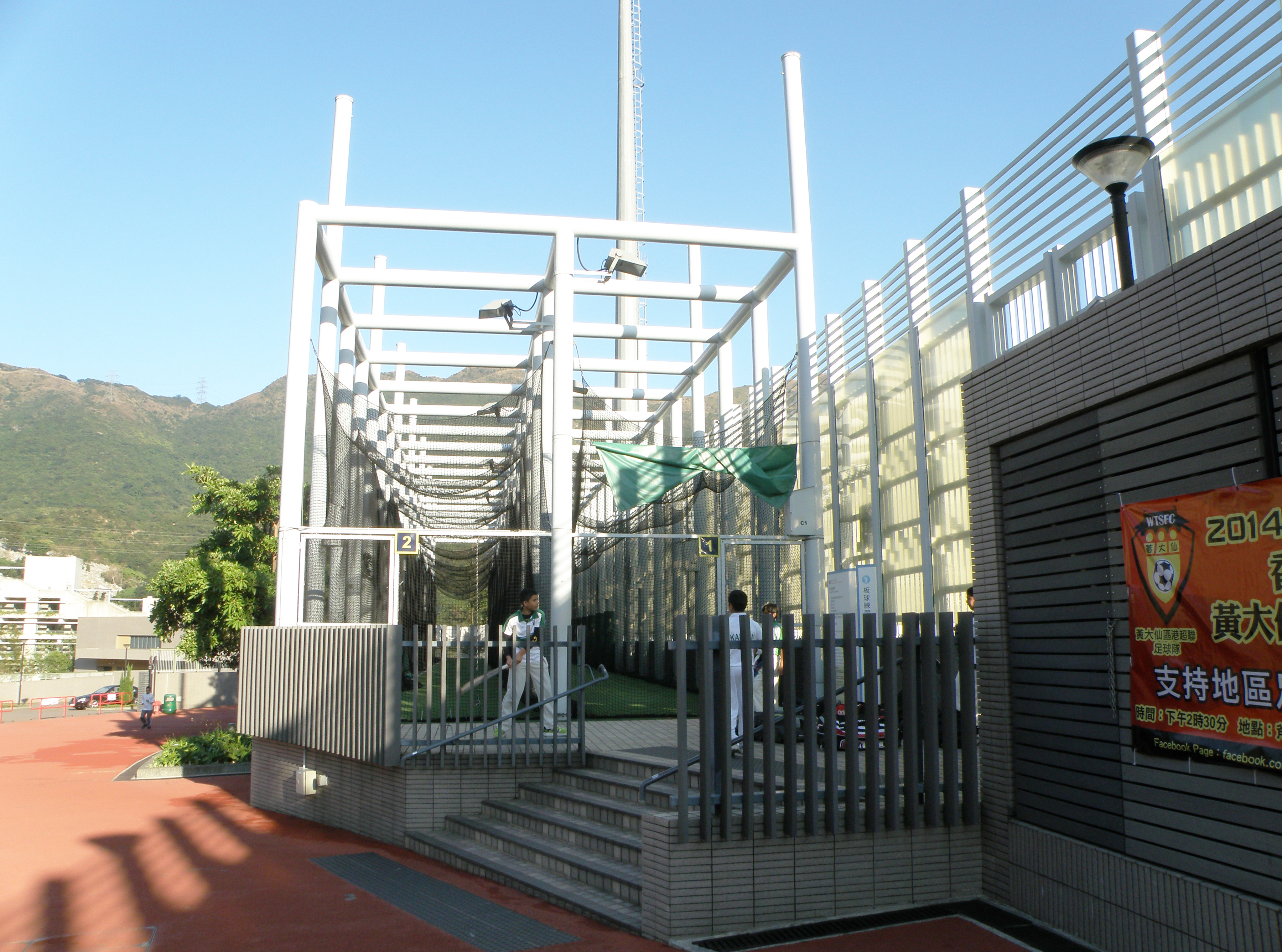
Terrain de practice de cricket
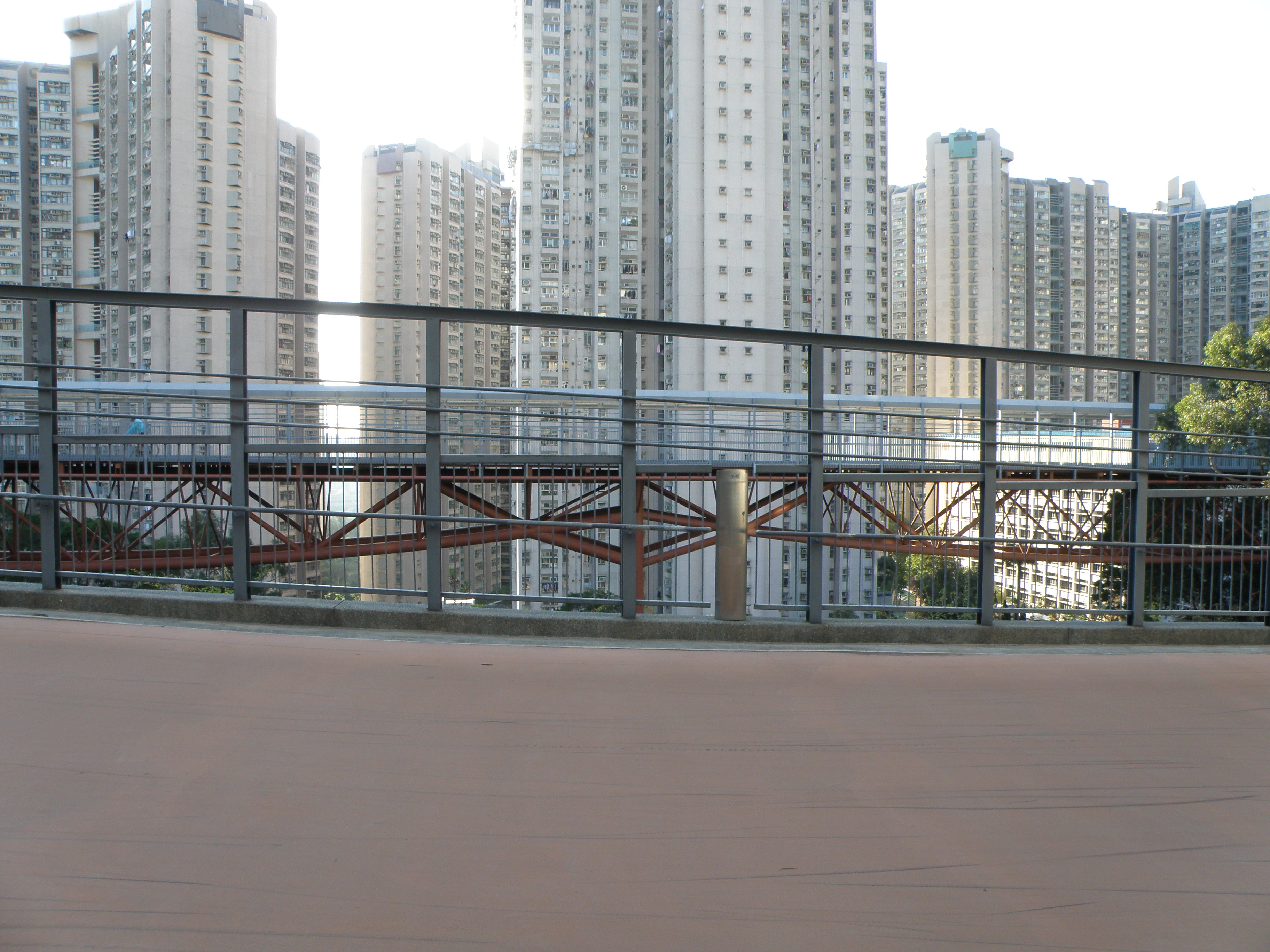
Partie de la piste cyclable